# Solarpark Eiche
Der Solarpark Eiche ist ein Solarpark in Ahrensfelde‐Eiche, Deutschland, in der Nähe von Berlin. Die Anlage verfügt über eine Leistung von 26,5 MWp und bedeckt eine Gesamtfläche von 73 Hektar. Errichtet wurde der 2011 in Betrieb genommene Solarpark auf der Fläche einer vormaligen Klärschlammtrocknungsanlage der Berliner Wasserbetriebe, die zuvor brach lag. Verbaut wurden rund 226.000 einzelne Solarmodule. Bei der Errichtung handelte es sich um die größte Photovoltaikanlage in Deutschland, noch heute rangiert die Anlagen größenmäßig in den deutschen Top Ten. Angestrebt wird ein Betrieb über mindestens 20–25 Jahre. Das jährliche Regelarbeitsvermögen liegt bei knapp 26 Mio. kWh.